# 米林宏昌
米林宏昌（1973年7月10日—）是日本的動畫師和動畫導演，曾任職於吉卜力工作室。

## 經歷
米林宏昌於1973年出生於日本石川縣石川郡野野市町。自金澤美術工藝大學商業設計科畢業後，於1996年進入吉卜力工作室。以動畫師的身分參與過多部宮崎駿執導的動畫作品。在《神隱少女》、《霍爾的移動城堡》、《崖上的波妞》等作品中擔任了原畫的工作。此外，在宮崎吾朗執導的《地海戰記》中以副作畫監督的身分參與。此外，短篇動畫方面，米林也擔任《空想的飛行機械們》的作畫監督和執導了《梅與小貓巴士》。
2008年米林宏昌在宮崎駿、鈴木敏夫、星野康二三人的提議下、將瑪麗·諾頓小說《地板下的小矮人》改編成動畫電影《借物少女艾莉緹》。此為米林宏昌首次擔任長篇作品的導演，並根據宮崎駿編寫的腳本進行電影的製作。米林宏昌也是吉卜力工作室歷年作品中最年輕的導演。
在和吉卜力影片製作人西村義明完成2014年動畫《回憶中的瑪妮》後，米林宏昌仍有繼續製作電影動畫的念頭，但當時吉卜力已開始有計劃要解散動畫製作部門。之後米林宏昌則離開吉卜力前往西村義明於2015年另成立的動畫工作室Studio Ponoc，繼續合作拍攝電影動畫。

## 作品

### 電視動畫
- 玲音（1998年）- 原畫
- 危險調查員（1998年）- 原畫
- 日式麵包王（2003年）- 第14集原畫
- MONSTER（2004年）- 原畫
- 排球少年！！（2015年）- 原畫

### 長篇動畫
- 魔法公主（1997年） - 動畫
- 轟天高校生（1998年） - 動畫
- 隔壁的山田君（1999年） - 動畫
- 神隱少女（2001年） - 原畫
- 霍爾的移動城堡（2004年） - 原畫
- 地海戰記（2006年） - 副作畫監督
- 崖上的波妞（2008年） - 原畫
- 借物少女艾莉緹（2010年）- 導演
- 來自紅花坂（2011年）- 原畫
- 風起（2013年）- 原畫
- 回憶中的瑪妮（2014年）- 導演
- 瑪麗與魔女之花（2017年）- 導演、劇本
- 小小英雄－螃蟹與蛋與透明人－（2018年）- 導演、劇本
- 天氣之子（2019年）- 原畫
- 鹿王（2022年）- 原畫
- 你想活出怎樣的人生（2023年）- 原畫
- 閣樓的拉傑（2023年）- 原畫

### 短篇動畫
- 可羅的大散步（2002年） - 原畫
- 梅與小貓巴士（2002年） - 演出動畫師
- 空想的飛行機械們（2002年） - 作畫監督
- Ghiblies episode2（2002年） - 原畫
- 水蜘蛛紋紋（2006年） - 原畫
- 膠卷咕嚕咕嚕轉（2008年）- 擔任「進化論」單元段落中的執導、分鏡圖

### OVA
- 茄子行李箱的候鳥（2007年） - 原畫

## 資料來源
1. ↑  . 日本: 德間書店. 2010: 108頁. ISBN 978-4-19-720310-9.
2. ↑  宮崎監督「バクチ」…来夏公開最新作にジブリ最年少監督 - スポーツ報知、2009年12月17日
3. ↑  . 日本: 德間書店. 2010: 101頁. ISBN 978-4-19-720310-9.
4. 1 2  スタジオジブリ、新作アニメを来夏公開 新人監督を起用 - MSN産経ニュース 的存檔，存档日期2010-10-10. - 産経デジタル、2009年12月16日。
5. ↑  共同通信 宮崎駿さん企画でジブリ新作 来夏公開「アリエッティ」 - 47NEWS（よんななニュース） （页面存档备份，存于） - 全国新聞ネット、2009年12月16日。
6. ↑  ジブリ、英の児童文学を下敷きにした新作――10年夏に公開 - NIKKEI NET（日経ネット）[永久] - 日本經濟新聞社、2009年12月16日。
7. ↑  . Cinema Today. 2016年12月15日  [2016年12月31日]. （原始内容存档于2017年1月1日）.

## 外部連結
- 米林宏昌的X（前Twitter）
- スタジオポノック - STUDIO PONOC （页面存档备份，存于）
- スタジオジブリ - STUDIO GHIBLI （页面存档备份，存于）
- 借りぐらしのアリエッティ 公式サイト （页面存档备份，存于）